# Додеканол
Додеканол (номенклатурные названия  Додекан-1-ол, или 1-Додеканол) — органическое вещество, относится к классу жирных спиртов. В небольшом количестве содержится в плодах некоторых цитрусовых.
Запах — слабый жирный с цветочно-цитрусовыми нотами.

## Получение
Получают:
- каталитическим восстановлением этилового эфира лауриновой кислоты (C11H23COOH) натрием в спиртово—толуольном растворе.

- выделением из смеси синтетических спиртов, вырабатываемых из этилена по методу Циглера.

## Применение
Додеканол и его эфиры применяют как душистые вещества в парфюмерии и пищевой промышленности, эфиры додеканола с серной кислотой — компоненты моющих средств.